# 貌鳥
貌鳥（かおどり）には以下の意味がある。
- 日本の空想上の動物。「呼子鳥（よぶこどり、ホトトギス）」の別称、オシドリ、カッコウ説とも。俳句では春の季語[1]。
- 『源氏物語』の巻の名前。第49帖で以下で詳述。

貌鳥（かおどり）とは、源氏物語の巻の名前のこと。現在通常使われている54帖の巻名には含まれていない巻名である。この名称は仮名書きされたりいくつかの異なる漢字表記をされることもある。

## 概要
「貌鳥」は、多くの場合現行の源氏物語の第49帖であり、第三部の後半部分である「宇治十帖」の第5帖にあたる「宿木」と関連した形で言及されており、
- 「宿木」の異名
- 「宿木」に続く並びの巻

のいずれかであるとされることが多い。なお、「貌鳥」という巻名は現在の「宿木」巻の巻末にある薫が浮舟の件を弁の尼に仲立を依頼する中で現れる薫の独詠歌「貌鳥の声も聞きしにかよふやと茂みを分けて今日ぞ尋ぬる」に由来するとみられる。
この「貌鳥」については「宿木」の異名とされることが最も多く、『紫明抄』・『河海抄』などの古注、『源氏大鏡』・『源氏小鏡』などの梗概書ではいずれも貌鳥を「宿木」の異名としている。また、高松宮家本源氏物語では、耕雲本の特色の一つとして各巻の巻末に耕雲による巻名を詠み込んだ跋歌を記しているが、「宿木」巻の巻末には「宿木」を詠み込んだ歌の他に「一名貌鳥」と注記して「貌鳥」を詠み込んだ歌を載せている。
これに対して以下のように「貌鳥」を「宿木」とは別の巻、特に「宿木」の並びの巻とする文献がいくつか存在する。
- 『源氏秘義抄』（宮内庁書陵部蔵）[3][4][5]
- 『源氏抄』（桃園文庫旧蔵東海大学現蔵・明応二年（1493年）奥書本）[6][7][8]
- 『光源氏抜書』（桃園文庫旧蔵）

また、「為氏本源氏物語系図」及び「神宮文庫本古系図」の系図本文の「女二宮」の項目には「かほとりの巻」に「かほる大将をむことり給へり」と書かれているとされており、かつ両古系図には別の場所（手習三君（＝浮舟））の項目で「やどりきの巻」に「中君にもかくと知らせたてまつりし」と書かれているとされていることから両古系図が元にした源氏物語には「やどりき」と「かほどり」が別の巻として存在していたと考えられる。またこの「為氏本源氏古系図」は末尾の巻名目録でも「かほとりやとりき」とあり、目録末尾に「桐壺から夢浮橋まで五十五帖」と通常より1帖多い帖数を記しているため、この記述からも「やどりき」と「かほどり」を別の巻としていると推測されている。

## 並びの巻としての貌鳥
寺本直彦は、「貌鳥」を「宿木」の異名とする文献と「宿木」の並びの巻とする文献がともに存在することに注目し、「桐壺」に対する「壺前裁」や若菜において上巻が「箱鳥」の異名で、下巻が「諸鬘」の異名で呼ばれるのに対し、上下巻を合わせたときも「箱鳥」の異名で呼ばれることがあるなどほかのいくつかの類似の事例を根拠として、「源氏物語における巻名の異名とは、かつて別々の巻であったものが一つの巻になったときの統合された方の巻の名前が残った痕跡である」として、かつて「貌鳥」は「宿木」に続く「宿木」の並びの巻であったが、この二巻は一つの巻になって「宿木」と呼ばれるようになり、「貌鳥」は「宿木」の異名として残ったと考えた。そしてもし並びの巻である「貌鳥」に浮舟が初めて登場する場面が含まれていたとすると、この部分を抜き取って「貌鳥」部分を取り除いた寺本が想定するかつての「宿木」巻を現行の次の巻「東屋」につなげても話が全く繋がらないため現在の宿木巻後半から夢浮橋末までに渡って描かれている、いわゆる「浮舟物語」に欠かせない部分であると考えられる。このような部分を並びの巻に含めることは、並びの巻を成立過程に関連づけて理解して後記挿入された巻であるとする武田宗俊の説でも、武田説を否定して並びの巻を構想論の観点から短編的な巻・副想的な巻・傍系的な巻・外伝的な巻などと理解する説でもいずれも説明できないと指摘している。